# Úsov
Úsov (en allemand : Mährisch Aussee) est une ville du district de Šumperk, dans la région d'Olomouc, en République tchèque. Sa population s'élevait à 1 166 habitants en 2023.

## Géographie
Úsov est arrosée par la Doubravka et se trouve à 9 km à l'ouest-nord-ouest de Uničov, à 21 km au nord de Šumperk, à 29 km au nord-ouest d'Olomouc et à 187 km à l'est-sud-est de Prague.
La commune est limitée par Police et Klopina au nord, par Medlov à l'est et au sud-est, par Stavenice au sud-ouest et par Třeština à l'ouest.

## Histoire
La première mention écrite de la localité date de 1260.

## Transports
Par la route, Úsov se trouve à 15 km de Mohelnice, à 24 km de Šumperk, à 33 km d'Olomouc et à 220 km de Prague.